# Výhřez

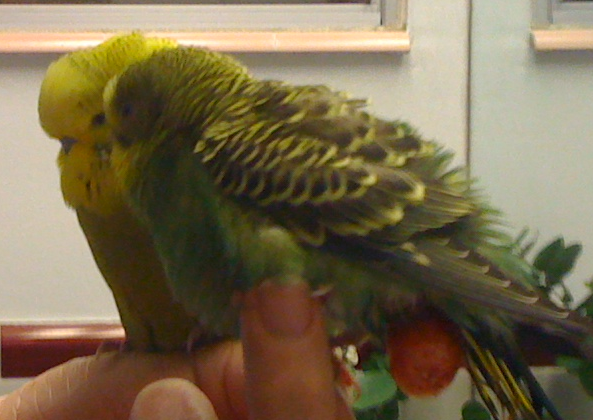
prolaps u andulky

Výhřez neboli prolaps (lat. prolapsus z lat. prolabi „vypadnout, uklouznout“) je vysunutí orgánu ze správné polohy.
Příklady výhřezů jsou
- výhřez meziobratlové ploténky (prolapsus disci intervertebralis)
- výhřez chlopně (prolapsus valvae)
- výhřez dělohy (prolapsus uteri)
- výhřez pochvy (prolapsus vaginae)
- výhřez pupečníku (prolapsus funiculi umbilicalis)
- výhřez močové trubice (prolapsus urethrae)
- výhřez konečníku (prolapsus recti)
- výhřez duhovky (prolapsus iris)